# Jeffrey von Laun
Jeffrey von Laun (* 1980 in Magdeburg) ist ein deutscher Schauspieler.

## Leben
Schon als Jugendlicher stand Jeffrey von Laun auf der Bühne des Theaters der Landeshauptstadt in seiner Heimatstadt Magdeburg. Auch in der Reihe Kripo live des Mitteldeutschen Rundfunks (MDR) war er zwischen 1994 und 2004 mehr als 20 mal zu sehen.  Doch nach seinem Abitur studierte er ab  dem Jahre 2000 erst einmal Geschichte und Politikwissenschaft. Sein Schauspielstudium begann er 2002 an der Schule für die darstellenden und bildenden Künste Die Etage in Berlin, das er 2005 abschloss. Im Jahre 2006 stand er bei den Bad Gandersheimer Domfestspielen auf der Bühne. Von 2007 bis 2009 war er fest am Theater im Werftpark in Kiel engagiert. Jeffrey von Laun ist Mitglied der Künstlergruppe die bagage. Seit der Spielzeit 2021/2022 ist Jeffrey von Laun festes Mitglied des Ensembles der Landesbühne Niedersachsen Nord in Wilhelmshaven.
Jeffrey von Laun leitet auch Theaterkurse und Schauspielworkshops.

## Theater (Auswahl)
- 2005: Jack & Harun. Regie: Farhad Payar[5]
- 2006: Das Dschungelbuch. Regie: Adewale Teodros Adebisi[5]
- 2006: Der Besuch der alten Dame. Regie: Guntram Brattia[5]
- 2007: Was heißt hier Liebe. Regie: Norbert Aust[5]
- 2007: Meuchlings. Regie: Anne Spaeter[5]
- 2007: Leben und Sterben des Joachim Ringelnatz. Regie: Jens Raschke[5]
- 2008: Isabella, 3 Karavellen und ein Scharlatan. Regie: Uwe Schwarz[5]
- 2008: Die Ausnahme und die Regel. Regie: Stephan Hintze[5]
- 2008: Der Struwwelpeter. Regie: Vivienne Newport[5]
- 2009: Frühstück mit Wolf. Regie: Gertrud Pigor[5]
- 2009: King A. Regie: Natascha Kalmbach[5]
- 2011: Ronja Räubertochter. Regie: Natascha Kalmbach[5]
- 2012: Der satanarchäolügenialkohöllische Wunschpunsch. Regie: Carola Unser[5]
- 2012: Spuk unterm Riesenrad. Regie: Anne Diedering[5]
- 2013: Schattensommer. Regie: Frank Fuhrmann[5]
- 2014: Spuk im Hochhaus. Regie: Anne Diedering[6]
- 2015: PSST! Regie:Athena Schreiber[5]
- 2016: Kalif Storch. Regie: Markus Röhling[7]
- 2017: Blaue Weihnacht. Regie: Vasilios Zavrakis[8][9]
- 2019: Auerhaus. Regie: Albrecht Hirche[10]
- 2019: Amphitryon. Regie: Sascha Bunge[11]
- 2019: Sein oder Nicht Sein (To be or Not to Be).  Regie: Olaf Strieb[12]
- 2020: Mutter Courage und ihre Kinder. Regie: Sascha Bunge[13]
- 2021: Mord im Orientexpress. Regie: Robert Teufel[14]
- 2022: Anatevka. Regie: Olaf Strieb[15]
- 2022: Hase Hase. Regie: Robert Teufel[16]
- 2022: Zeugin der Anklage. Regie:Nina Pichler[17]
- 2023: Der Tempelherr. Regie: Jakob Arnold[18][19]
- 2023: Der kaukasische Kreidekreis. Regie: Sascha Bunge[20]
- 2023: The Addams Family. Regie: Olaf Strieb[21]
- 2023: Woyzeck. Regie: Robert Teufel[22]
- 2024: The Party. Regie: Jochen Strauch[23]
- 2024: Tootsie. Regie: Olaf Strieb[24]
- 2024: Der unerwartete Gast. Regie: Christine Bossert[25]
- 2025: Nachtland. Regie: Maximilian J. Schuster[26]
- 2025: Bestätigung. Regie: Leonie Thies[27]

## Filmographie
- 2006: Die Familienanwältin[28]
- 2006: Alternate Ending[28]